# Hafþór Júlíus Björnsson
 (décembre 2020).
Pour les articles homonymes, voir Björnsson.
Hafþór Júlíus Björnsson, dit Thor Björnsson, né le 26 novembre 1988 à Reykjavik, est un sportif et acteur islandais. Il pratique notamment le sport de force.
Choisi pour son physique imposant (2,05 m, 200 kg), il joue le rôle de Ser Gregor Clegane (dit « La Montagne ») dans la série télévisée américaine Game of Thrones à partir de la saison 4.

## Biographie

### Carrière de basketteur (2004-2008)
D’abord basketteur, Hafþór Júlíus Björnsson commence sa carrière à 19 ans pour le club de première division islandaise FSu Selfoss (en). À cette époque, « Thor » mesure 2m06 pour 110 kilos. Une blessure viendra mettre un terme à sa saison et à ses rêves de balle orange. À 20 ans, et à cause de sa cheville, le joueur est à la retraite.

### Carrière d'homme-fort (2010-2020)
En 2008, une rencontre va alors changer sa vie. L’Islandais va se rendre à la salle de sport du Strongman local Magnús Ver Magnússon. Deux ans après sa rencontre avec Magnús, Hafþór commence à remporter des concours Strongman en Islande dont Strongest Man in Iceland, Iceland’s Strongest Viking et Westfjords Viking. Il poursuit sa carrière et commence à se frotter aux meilleurs du monde. En 2011, il participe ainsi pour la première fois à The World’s Strongest Man, considéré comme la compétition la plus prestigieuse avec l'Arnold Strongman Classic (en). Hafþór Júlíus Björnsson pèse alors 180 kilos. Il terminera 6e.
L’Islandais se classe ensuite 3e en 2012, 2013 et 2015, 2e en 2014, 2016 et 2017. Au pays des Strongmen, il est désormais l’une des figures de proue avec les Žydrūnas Savickas et les Brian Shaw (qui se sont partagé les titres de World’s Strongest Man entre 2009 et 2016). En 2014, il remporte son premier titre d'homme le plus fort d'Europe.
En 2018, il devient l'homme le plus fort du monde en remportant consécutivement L'Arnold Strongman Classic, Europe's Strongest Man (en), The World's Strongest Man et World's Ultimate Strongman Dubaï. Une première dans l'histoire des sports de force.
Hafþór continue sa série victorieuse en 2019 en remportant à nouveau L'Arnold Strongman Classic et Europe's Strongest Man. Celle-ci prend fin à The World's Strongest Man 2019, où il se classe troisième malgré une rupture du fascia plantaire.
Après une période de repos à l'automne 2019, il remporte pour la troisième fois consécutive L'Arnold Strongman Classic en mars 2020. Le 2 mai 2020, il bat le record de soulevé de terre avec un essai réussi à 501 kg lors d'un événement spécial organisé par World's Ultimate Strongman, battant le record précédemment détenu par Eddie Hall (en) (500 kg). Le 9 août il remporte pour la dixième et dernière fois la compétition de l'homme le plus fort de l'Islande. Il annonce dans la foulée sa retraite des sports de force, se concentrant sur son futur combat de boxe contre Eddie Hall, prévu pour septembre 2021.

### Records

#### Powerlifting
- Squat – 440 kg[5]

- Développé couché – 250 kg[5]

- Soulevé de terre (Raw) – 505 kg (record du monde) [5]

#### Sport de force
- Soulevé de terre (Strongman) – 505 kg (record du monde)[6]

- Elephant Bar Deadlift – 474 kg (record du monde)[7]

- Log Press – 213 kg[8]

- Weight over bar (56 lbs / 25.4kg) – 20' 2" (6m 15) (record du monde)[9]

- Keg toss (33lbs) – 24'6" (7m 05) (record du monde)[10]

- Atlas Stones – 228kg[11]

### Carrière d'acteur (depuis 2014)
À la différence de ses concurrents, avec un palmarès plus impressionnant que lui, Björnsson trouve la reconnaissance chez HBO. Il sera en effet casté pour interpréter Gregor « The Mountain » Clegane dans la série Game of Thrones en 2013. Sa cote de popularité explose alors, on le voit s’entraîner avec Conor McGregor et son personnage impressionne autant qu’il fascine.

Il poursuit sa carrière en jouant dans Kickboxer : L'Héritage. Une série Z à la distribution impressionnante avec Alain Moussi, Jean-Claude Van Damme, Mike Tyson, Christophe Lambert, Roy Nelson, Ronaldinho, Fabricio Werdum, Wanderlei Silva et Rico Verhoeven. Si à 30 ans la carrière de strongman de Hafþór Júlíus Björnsson est loin d’être terminée (Žydrūnas Savickas a 45 ans), il doit penser à l’avenir. Sa discipline et le régime de fer imposés demandent beaucoup physiquement et le risque de blessure est important.

## Filmographie

### Cinéma
- 2018 : Kickboxer : L'Héritage (Kickboxer: Retaliation) de Dimitri Logothetis : Mongkut
- 2026 : Masters of the Universe de Travis Knight

### Télévision
- 2014 - 2019 : Game of Thrones (série) : Gregor Clegane (17 épisodes)